# 倉賀野十六騎
倉賀野十六騎（くらがのじゅうろっき）は、倉賀野氏の足軽大将16人のことを指す。

## 一覧
1. 金井淡路守秀景（？〜1590年）
2. 五十嵐紀伊守（生没年不詳）
3. 源太主馬頭（生没年不詳）
4. 富田伊勢守（生没年不詳）
5. 中島豊前守（生没年不詳）
6. 須賀佐渡守（生没年不詳）
7. 後川主膳正（生没年不詳）
8. 坂井豊後守（生没年不詳）
9. 勅使河原備前守（生没年不詳）
10. 金沢筑後守（生没年不詳）
11. 細野対馬守（生没年不詳）
12. 福田石見守（生没年不詳）
13. 福田加賀守（生没年不詳）
14. 細野但馬守（生没年不詳）
15. 笠原源右衛門（生没年不詳）
16. 市川太左衛門（生没年不詳）

## その他
現代の群馬県高崎市倉賀野地区では、毎年11月3日（文化の日）に「倉賀野城16騎武者行列」というイベントを開催している。有志が倉賀野十六騎に扮し、マーチングバンドを伴って町を練り歩く。